# Hôtel Maleteste
L’hôtel Maleteste est un hôtel particulier situé à Dijon, dans le département de la Côte-d'Or.

## Histoire
L'hôtel fut construit au XVIIe siècle pour la famille Maleteste.
Ce bâtiment fait l’objet d’un classement au titre des monuments historiques depuis le 6 avril 1928 pour sa salle de bibliothèque et fait l'objet d'une inscription depuis le 5 août 2011 pour son escalier son salon et sa chambre du premier étage.